# 宇佐美敏夫
宇佐美 敏夫（うさみ としお、1908年（明治41年）2月22日 - 1991年（平成3年）6月1日）は、愛知県出身のフィールドホッケー選手。

## 経歴
1931年（昭和6年）東京商科大学本科を卒業。
1932年にロサンゼルスオリンピックに日本代表として選出され、出場した3チーム中2位で銀メダルを獲得した。フォワードとして2試合に出場した。
戦後、日本ホッケー協会名誉副会長、鳴海陶器会長を務めた。